# Kilo Kish
Lakisha Kimberly Robinson, plus connue sous son nom de scène Kilo Kish, est une chanteuse, auteure, mannequin, styliste et peintre américaine née le 10 mai 1990 à Orlando, en Floride.
Kilo Kish est notamment connue pour sa carrière dans la musique depuis le single Watergun en 2012. Elle a sorti son premier album le 29 février 2016 (Reflections in Real Time). Elle collabore avec plusieurs autres chanteurs ou groupes tels que Chet Faker, ASAP Ferg, Gorillaz, The Internet ou encore Vince Staples.
Elle a lancé une collection avec la marque française Kitsuné et a posé pour des marques comme Nike en tant que mannequin,.

## Biographie
Née en 1990, Lakisha Robinson passe son enfance en Floride. Elle se déplace ensuite à Brooklyn (New York) pour des études de beaux-arts à l'Institut Pratt. Elle entre en 2010 au Fashion Institute of Technology où elle suit des études de design textile. Elle sera diplômée en 2012.
Elle sort son premier single en 2012 et son premier album en 2016 avec de multiples collaborations. Elle vit désormais à Los Angeles. En avril 2016 elle lance la marque KISHA,.

## Carrière
Lakisha Robinson est plus connue sous le nom de « Kilo Kish », surnom inspiré par l'artiste Kilo Ali et « Kish » par son père,.

### Musique

#### Album studios
- Reflections in Real Time (2016) ;
- American Gurl (2022).

#### EP
- Homeschool (2012) ;
- Across (2014) ;
- Across Remixes (2015) ;
- Mothe (2019) ;
- Redux (2019).

#### Mixtape
- K+ (2013).

#### Clips
| Clip                          | Direction                       | Année | Disque                   |
| ----------------------------- | ------------------------------- | ----- | ------------------------ |
| Navy                          | Ben Rayner & Kish Robinson      | 2012  | Homeschool               |
| Begin Route                   | Phillip T. Annand               | 2014  | Across                   |
| Locket                        | Phillip T. Annand               | 2014  | Across                   |
| Existential Crisis Hour       | Brian Mitchell & Burke Doreen   | 2016  | Reflections in Real Time |
| Hello, Lakisha                | Yong oh Kim & Kish Robinson     | 2016  | Reflections in Real Time |
| Obsessing                     | Elliott Sellers & Kish Robinson | 2017  | Reflections in Real Time |
| Fulfillment                   | Kish Robinson                   | 2017  | Reflections in Real Time |
| Self Importance               | Kish Robinson & Justin Scott    | 2017  | Reflections in Real Time |
| Elegance                      | Kish Robinson                   | 2018  | Mothe                    |
| Void                          | Elliott Sellers & Kish Robinson | 2018  | Mothe                    |
| Like Honey                    | Kish Robinson                   | 2019  | Mothe                    |
| Bite Me                       | Kish Robinson                   | 2019  | Redux                    |
| Nice Out                      | Kish Robinson                   | 2019  | Redux                    |
| Spark                         | Kish Robinson                   | 2019  | Redux                    |
| American Gurl                 | Matt Cowen & Kish Robinson      | 2022  | American Gurl            |
| Bloody Future                 | Kish Robinson                   | 2022  | American Gurl            |
| Death Fantasy                 | Dave Laven & Kish Robinson      | 2022  | American Gurl            |
| Tv Baby 2.0 (Latch Key March) | Dave Laven & Kish Robinson      | 2022  | American Gurl            |

#### Collaboration
Robinson travaille avec des artistes en tant qu'auteur mais aussi dans des duos. Elle a fait une tournée en 2016-2017 aux côtés de Vinces Staples dans le The Life Aquatic Tour. Proche de la scène rap américaine avec Odd Future, elle a depuis le début de sa carrière collaboré avec divers artistes dans de multiples styles musicaux (Étienne de Crécy par exemple),.
| Titre                                       | Année | Artiste(s)                         | Album                      |
| ------------------------------------------- | ----- | ---------------------------------- | -------------------------- |
| Want You Still                              | 2010  | The Jet Age of Tomorrow            | Journey to the 5th Echelon |
| Ode to a Dream                              | 2011  | The Internet, Coco O               | Purple Naked Ladies        |
| Phat Wemin                                  | 2011  | Vince Staples                      | Shyne Coldchain Vol. 1     |
| Make It Go Right                            | 2012  | Childish Gambino                   | Royalty                    |
| JupiterSound                                | 2012  | Flatbush Zombies                   | D.R.U.G.S                  |
| Not So Scary                                | 2013  | The Jet Age of Tomorrow            | JellyFish Mentality        |
| II. Zealots of Stockholm (Free Information) | 2013  | Childish Gambino                   | Because The Internet       |
| Melt                                        | 2014  | Chet Faker                         |                            |
| Gripp                                       | 2014  | George Maple                       | JellyFish Mentality        |
| Follow                                      | 2015  | Étienne de Crécy                   | Because the Internet       |
| Doperman                                    | 2015  | Vince Staples, Joey Fatts          | Built on Glass             |
| Surf                                        | 2015  | Vince Staples                      | Vacant Space               |
| Jaco (Big Dope J Remix)                     | 2015  | Nick Hook, Todd Edwards            | Super Discount 3           |
| The Beginning                               | 2015  | Melo-X                             |                            |
| Loco                                        | 2016  | Vince Staples                      | Prima Donna                |
| Out of Body                                 | 2017  | Gorillaz, Zebra Katz, Imani Vonshà | Humanz                     |
| Crabs in a Bucket                           | 2017  | Vince Staples, Justin Vernon       | Big Fish Theory            |
| Love Can Be...                              | 2017  | Vince Staples, Damon Albarn, Ray J | Big Fish Theory            |
| Ramona Park is Yankee Stadium               | 2017  | Vince Staples                      | Big Fish Theory            |
| Homage                                      | 2017  | Vince Staples                      | Big Fish Theory            |
| Samo                                        | 2017  | Vince Staples, A$AP Rocky          | Big Fish Theory            |
| Freaks (feat Kilo Kish)                     | 2021  | Surf Curse                         | Freaks (Remixes)           |
| Deal With It                                | 2023  | Snakehips                          | Never Worry                |

### Mode
La mode est la seconde activité principale de Kilo Kish qui a lancé une collection au sein de la maison Kitsuné. Elle a lancé sa marque en 2016.